# Heston Blumenthal
Heston Blumenthal (Londra, 27 maggio 1966) è un cuoco e personaggio televisivo britannico.

## Biografia
Cuoco autodidatta, è fondatore e proprietario del ristorante The Fat Duck a Bray nel Berkshire, premiato con tre stelle Michelin dal 2004. Considerato un importante esponente della gastronomia molecolare, ha ricevuto numerosi riconoscimenti internazionali, condotto diversi programmi televisivi e scritto diversi libri di cucina.